# Grandoli (Rosario)

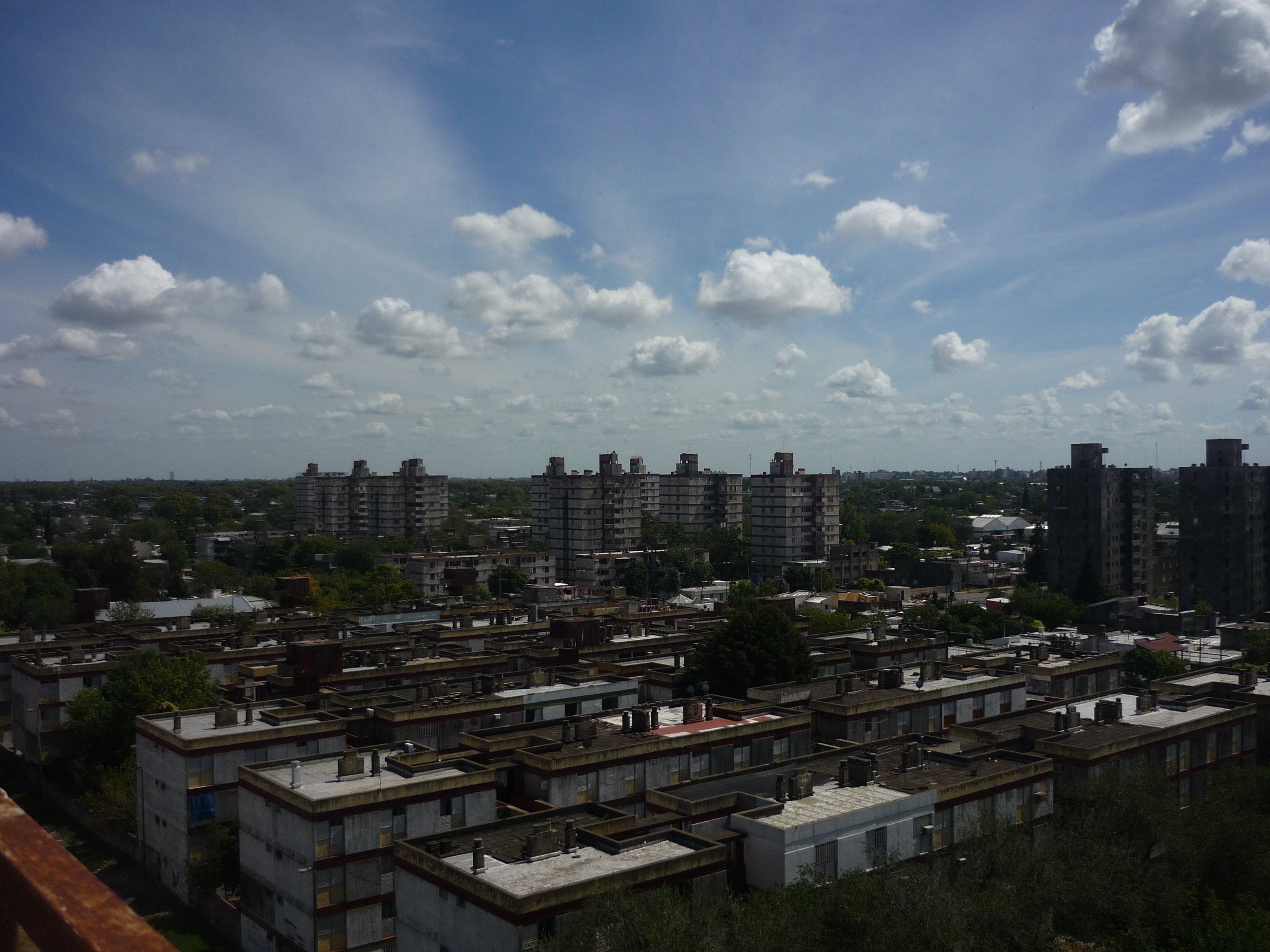
Barrio Grandoli.

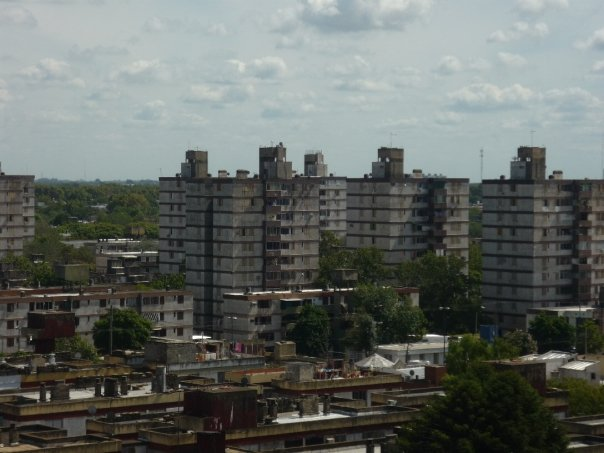
Barrio Grandoli.

Grandoli es un barrio ubicado en el Distrito sur de la ciudad de Rosario, provincia de Santa Fe, Argentina, en las intersecciones de Avenida Abanderado Grandoli y Juan María Gutiérrez aproximadamente. 
Está constituido por 33 torres de 10 pisos y 164 monoblocks de 3 pisos, con un total de más de 10 000 departamentos. Habitan en él aproximadamente 85.000 personas, lo que lo convierte en el FONAVI más grande de Argentina.

## Educación

### Educación para niños
- Jardín de Infantes N.º 149 – Lola Mora.

### Educación primaria
- Escuela N° 526  – Provincia de Córdoba.
- Escuela N.º 1078 – John F. Kennedy.
- Escuela N° 1280 – Soldados de Malvinas.

### Educación secundaria
- E.E.T. N.º 393 – 5 de Agosto – Ciudad de Rosario.

Está ubicada en calle Lamadrid 130 bis, en el distrito sur de Rosario, tiene 3 turnos y una gran cantidad de alumnos y profesores.

### Educación para adultos
- EEMPA N.º 1284 – Sargento Manuel de Escalada.

## Salud

### Centro de salud privado
- C.E.M.E.G. – Centro Médico Grandoli.

### Centro de Salud Público
- Centro de Salud “Rubén Naranjo”.

## Seguridad
- Comisaría N.º 11. Destacamento N.º 8 actualmente acéfalo.

## Transporte

### Líneas de colectivo
107 FONAVI, 113, 122 Rojo, 122 Verde, 141, 144 Negro, 146 Negro, 146 Rojo y 106.

## Deportes
- Abanderado Grandoli Fútbol Club, conocido por ser el club donde se inició el astro Lionel Messi en 1992, a los 5 años de edad.